# Mariángeles Cossar
Mariángeles Cossar, también conocida como "Chu" o "Chuchu", (Tortugas, Santa Fe, Argentina, 7 de abril de 1990) es una jugadora argentina de voleibol. Mide 1,83 m y juega en la posición de punta. Actualmente se desempeña en el Club Atlético Boca Juniors, club del cual es hincha. Ha formado parte del plantel de la Selección femenina de voleibol de Argentina que consiguió la clasificación a Tokio 2020.

## Trayectoria y títulos
Comenzó su carrera en las divisiones infantiles del Club Atlético Unión Tortugas, pero a los 14 años realizó un entrenamiento informal con las inferiores de Boca Juniors, club del que formaba parte su hermana Romina. Tras la práctica fue convocada formalmente a sumarse al plantel y a partir de ese momento se desempeñó en el club xeneize, única camiseta que ha vestido en su trayectoria profesional. Cuenta con la particularidad de haber logrado más títulos con el club que Sebastián Battaglia, el máximo ganador en la disciplina futbolística.
Además de sus múltiples logros a nivel equipo (Inferiores, División de Honor, Liga Femenina, etc.) ha logrado alzarse con la edición 2018 de los Premios Jorge Newbery en su categoría, galardón otorgado por el Gobierno de la Ciudad de Buenos Aires a los deportistas más destacados del año anterior. Ha cursado estudios de Traductorado público en la Universidad de Buenos Aires, lo que le permitió participar en la Universiada de 2017, donde el equipo argentino de voleibol femenino finalizó en el octavo lugar.
Con la Selección Argentina ha formado parte del plantel que logró el oro en voleibol en los Juegos Suramericanos de 2014, pero luego una serie de lesiones la marginaron del equipo nacional. Con la llegada de Hernán Ferraro como entrenador sería nuevamente convocada a integrar el plantel para el Preolímpico Sudamericano 2020 y el Campeonato Sudamericano de 2021.
En abril de 2023 se consagró nuevamente campeona de la Liga Femenina de Voleibol Argentino, consiguiendo así su segundo título de liga nacional consecutivo y el vigésimo tercero de su carrera. En la final frente a San Lorenzo marcó el punto definitorio y se alzó con el premio a jugadora más valiosa de las finales.

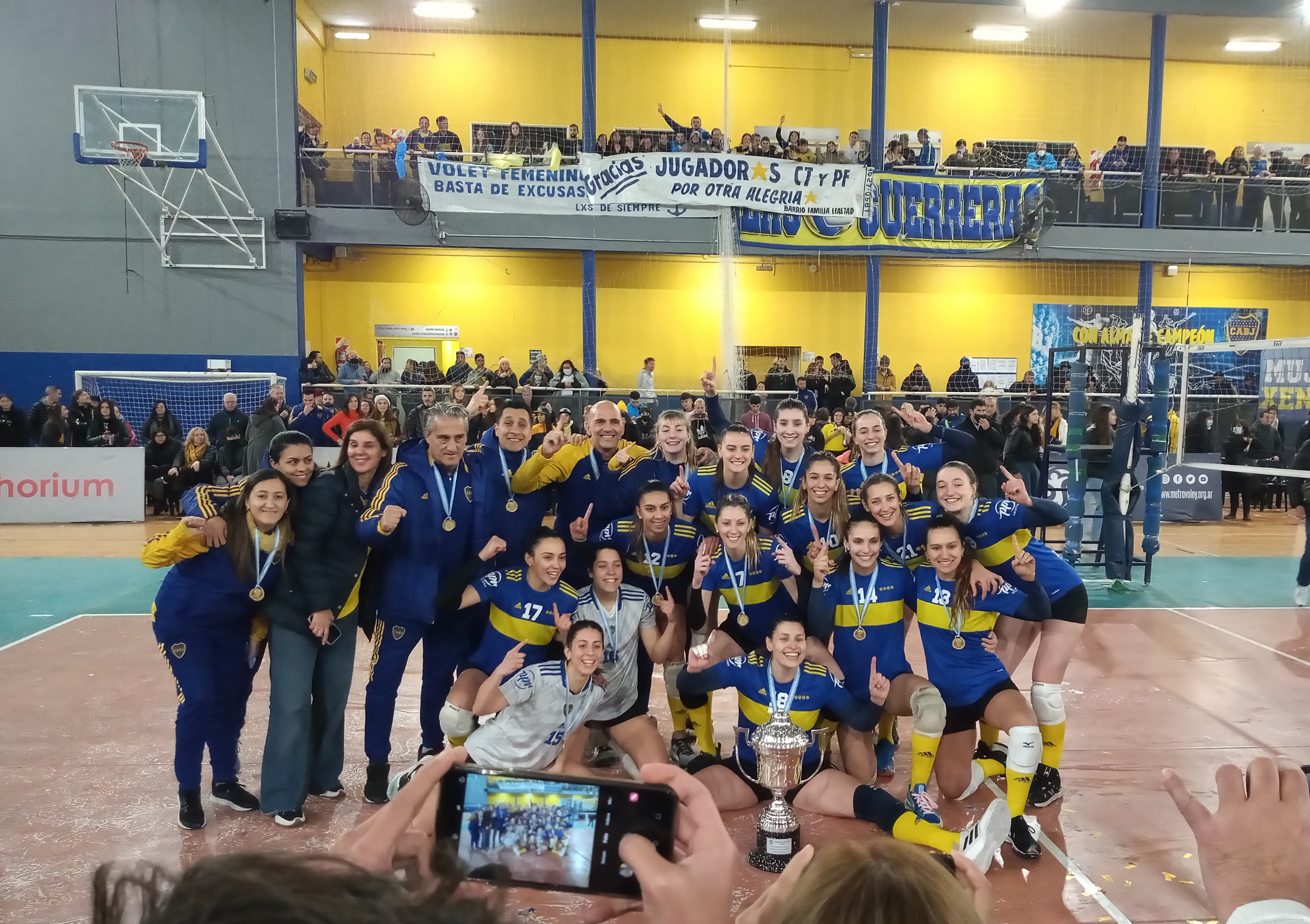
Plantel femenino del Club Boca Juniors festejando la obtención de la Copa Metropolitana 2022. Sosteniendo el trofeo, Mariángeles Cossar.

## Activismo
Es partidaria de la profesionalización del deporte para que jugadores y jugadoras puedan vivir de su práctica, tal como sucede en otras disciplinas como el fútbol. Para ello desarrolla una intensa campaña en redes sociales, y ha creado junto a otras jugadoras, exjugadoras, dirigentas, comunicadoras y personas afines al vóley el colectivo Doble Cambio, que aboga por la igualdad de derechos en el deporte, así como la posibilidad de profesionalizar el mismo.

## Palmarés

### Clubes
- Campeona - Torneo Metropolitano 2010[16]
- Campeona - Liga Femenina del Voleibol Argentino 2010-11[5]
- Campeona - Liga Femenina del Voleibol Argentino 2011-12[5]
- Campeona - Torneo Metropolitano 2012[17]
- Campeona - Torneo Metropolitano 2013[17]
- Subcampeona - Liga Femenina del Voleibol Argentino 2012-13[18]
- Campeona - Liga Femenina del Voleibol Argentino 2013-14
- Campeona - Torneo Metropolitano 2014[17]
- Tercer puesto - Campeonato Sudamericano de Clubes 2014[19]
- Subcampeona - Liga Femenina de Voleibol Argentino 2015-16
- Subcampeona - Torneo Metropolitano 2015
- Campeona - Copa Chulo Olmo 2016[20]
- Campeona - Torneo Metropolitano 2017[21]
- Campeona - Copa Metropolitana 2018[22]
- Campeona - Liga Femenina de Voleibol Argentino 2018[23]
- Campeona - Copa Metropolitana 2019[24]
- Campeona - Liga Femenina de voleibol argentino de 2019[25]
- Campeona - Liga Femenina de voleibol argentino de 2022
- Campeona - Copa Metropolitana 2022[26]
- Subcampeona - Torneo Metropolitano 2022
- Campeona - Liga Femenina de voleibol argentino de 2023[12]

### Distinciones individuales
- Jugadora más valiosa de las finales (MVP) - Liga Femenina 2012-13[18]
- Mejor punta receptora - Torneo metropolitano 2017[27]
- Premio Jorge Newbery - Deportista destacada 2018[28]
- Jugadora más valiosa de las finales (MVP) - Liga Femenina 2023[13]